# Фрідріх Бернгард
Фрідріх Вальтер Отто Бернгард (нім. Friedrich Walter Otto Bernhard; 5 жовтня 1888, маєток Радау, Бад-Гарцбург, Німецька імперія — 30 грудня 1945, Брянськ, РРФСР) — німецький офіцер, генерал-лейтенант вермахту (1 серпня 1942). Кавалер Німецького хреста в золоті.

## Біографія
15 березня 1909 року вступив в залізничний полк №3 Прусської армії. 1 жовтня 1913 року переведений в залізничний полк №2 в Ганау. На початку Першої світової війни призначений в залізничну будівельну роту №14. В жовтні 1914 року повернувся в свій полк. Потім був призначений командиром роти 4-го Лотаринзького піхотного полку №136. Був поранений на Західному фронті. В лютому 1915 року переведений в запасний склад полк. З квітня 1915 року — ад'ютант 1-го відділу 6-ї дирекції військових залізниць. Після переведення назад в залізничний полк №2 8 листопада 1915 року він був направлений на підготовку авіаційних спостерігачів в 6-й запасний льотний дивізіон. Після успішного завершення підготовки З березня 1916 року служив в 14-й бомбардувальній ескадрильї 3-ї бомбардувальної ескадри Верховного командування сухопутних військ. В жовтні 1916 року переведений в авіапарк армійської групи «B», потім — «Південь». З грудня 1916 року літав в 242-му льотному дивізіоні. 14 квітня 1917 року збитий на Східному фронті і взятий в полон російськими військами. В жовтні 1920 року звільнений.
Після поверення в Німеччину продовжив службу в рейхсвері. Служив в 2-му дивізіоні зв'язку, в січні 1921 року призначений командиром роти, а в жовтні 1923 року був переведений в штаб. Після проходження курсів офіцера зв'язку в артилерійському училищі з 1 червня 1924 року служив в штабі 2-ї дивізії. З 15 жовтня 1935 року — керівник частин зв'язку 2-го військового округу в Штеттіні.
З 24 серпня 1939 року — керівник частин зв'язку 7-ї, з 1 листопада 1939 року — 18-ї армії, з 1 серпня 1940 року — групи армій «А» (з 17 травня 1941 року — «Південь»). 18 жовтня 1941 року відправлений в командний резерв. З 13 квітня 1942 року — комендант 532-го тилового району, який підпорядковувався 2-й танковій армії. 8 травня 1945 року взятий в полон радянськими військами. 29 грудня 1945 року засуджений до страти і через 4 години повішений.

## Нагороди
- Залізний хрест 2-го і 1-го класу
- Нагрудний знак пілота-спостерігача (Пруссія)
- Німецький імперський спортивний знак
- Почесний хрест ветерана війни з мечами
- Медаль «За вислугу років у Вермахті» 4-го, 3-го, 2-го і 1-го класу (25 років)
- Застібка до Залізного хреста 2-го і 1-го класу
- Німецький хрест в золоті (17 березня 1944)